# Busa de Preeri
La Busa de Preeri è una fortificazione in grotta situata a circa 700 metri di quota sopra l’abitato del comune di Avio nella provincia di Trento. 
Le evidenze archeologiche che sono emerse dagli scavi degli anni novanta ne attribuiscono l'uso di rifugio-abitazione

## Descrizione
La fortificazione Busa de Preeri si trova in una zona ripida e nell'apertura si trovano i resti di un muraglione che nel basso medioevo ne impediva l'ingresso. Il muraglione, parzialmente franato, racchiude la grotta in tutta la sua lunghezza.
La parte terminale è somigliante all'abside di una chiesa dove, al posto dell'altare, si può trovare un grande banco di conglomerato che occupa tutta la zona di fondo. Il soffitto dell'antro è segnato da percolazioni grigio nerastre. Tali percolazioni vanno considerate particolarmente antiche a causa della loro esigua estensione e dall'assenza di macchie di umidità o muschio.
Il buono stato di conservazione del muro è dovuto al considerevole dislivello tra la grotta e il fondo valle: Questo ha impedito che il sito divenisse una cava utilizzata come deposito dalle case e ha quindi consentito, almeno parzialmente, la conservazione del muro fino ai giorni nostri.

## Storia
Per Busa de Preeri si intende uno spazio cavernoso, un anfratto o una cavità rocciosa, invece per il termine Preeri possono esserci fino a due significati: cava di pietra o pietrari o abitanti della pietra.
Grazie alla sua conformazione potrebbe rientrare all'interno di una tipologia di strutture che si riferiscono a ripari sotto la roccia o grotte fortificate, chiamate "covoli".
La costruzione del muraglione che impedisce l'accesso alla Busa dei Preeri si attribuisce ipoteticamente a committenti di prestigio, come i Castelbarco o i Veneziani. La buona tecnica muraria, gli allineamenti, gli appiombi dei manufatti e la malta degli intonaci contribuiscono ad avvalorare l'ipotesi sull'origine dei committenti.
La scelta della posizione nella quale si doveva erigere il muro fu operata in maniera tale da avere il miglior sbarramento difensivo a ridosso di un pendio particolarmente scosceso.
Nella parte esterna del muro sono presenti graffiti con date risalenti al secolo XV.
La concezione difensiva del muro di cortina, l'analisi dei leganti, dei muri, dei graffiti e dei resti recuperati nel corso degli anni 90, portano a datare il fabbricato all'inizio del secolo XV.

### Archeologia
Le prime ricerche storiche-ambientali sono state svolte assieme ai rilievi dal Museo civico di Rovereto nel 1990-91. Sono stati trovati resti di ceramica, coppi e vetri che presuppongono l'esistenza di strutture abitative all'interno della grotta.
Nel corso dell'anno successivo il Museo civico di Rovereto ha effettuato delle valutazioni in merito all'integrità del sito al fine di scoprire quante e quali sono state le frequentazioni umane nel corso dei secoli.
Nel 1992 è stato rinvenuto un foglietto ripiegato a forma di tasca contenente una moneta coniata dalla zecca di Merano sotto il conte del Tirolo Sigismondo (1439-1490). Sono state ritrovate in totale 38 monete rappresentative di un arco di tempo compreso tra il 1200 e il 1500. Nel Museo civico di Rovereto sono depositati gran parte dei manufatti e monete ritrovati presso la grotta. Questa particolare esistenza di monete documenta la presenza di persone particolarmente disinteressate, probabilmente militari, i quali dovevano dare poca importanza al denaro.
La presenza di ceramica, di tipo grezzo con decorazione di tipo a pettine suggerisce, da un lato, che la grotta veniva frequentata da una modesta classe sociale. Da un altro lato, la presenza di vetri dimostra che la grotta è stata frequentata da persone di una certa levatura sociale.
I numerosi manufatti in legno sono un rilevante esempio di oggetti utilizzati tra il 1200 e il 1300 che assieme alle ceramiche offrono un'importante testimonianza degli utensili utilizzati nelle case del Trentino meridionale tra i secoli XIII e XIV.
All'interno della grotta sono state rinvenute tracce di fondazioni di edifici. Data la totale mancanza di macerie e detriti è possibile ipotizzare che tali edifici siano stati realizzati in legno. Numerosi frammenti all'interno della grotta suggeriscono la composizione dei tetti con coppi di laterizio. 
Nel lato sud est della grotta è stato rinvenuto un gruppo di reperti che fanno tutti parte di un rosario. Sono state recuperate 42 perline che compongono l'intero rosario. È stata trovata, inoltre, una piccola teca contenente due immagini sacre realizzate con una fusione di metallo poi rifinita tramite incisione. Una delle immagini rappresenta la crocifissione con la Madonna e un discepolo l'altra immagine rappresenta la Madonna con il santo bambino tra due angeli. Le due immagini sono racchiuse all'interno di un cerchio di metallo dal diametro di 15 millimetri. Una difficoltosa datazione permetterebbe di datare il rosario dalla metà del XV secolo alla metà del XVI secolo. Rimane in ogni caso difficile datare le due immagini a causa della difficile interpretazione dello stile, si può comunque ipotizzarne la loro provenienza veneta. Non è facile ricostruire il motivo della presenza del rosario nella grotta: in epoca medioevale si usava depositare dei rosari nelle salme dei defunti, ma non è stata trovata nessuna traccia di sepoltura all'interno della grotta. Si potrebbe anche ipotizzare la presenza di comunità religiose in un determinato periodo.
Nell'intonaco sono stati trovati graffiti con date che risalgono al XV secolo.